# ソードフィッシュ (サーゴ級潜水艦)
ソードフィッシュ (USS Swordfish, SS-193) は、アメリカ海軍の潜水艦。サーゴ級潜水艦の一隻。艦名はメカジキに因む。なお、喪失から13年後にスケート級原子力潜水艦2番艦として2代目ソードフィッシュ (SSN-579)が就役している。

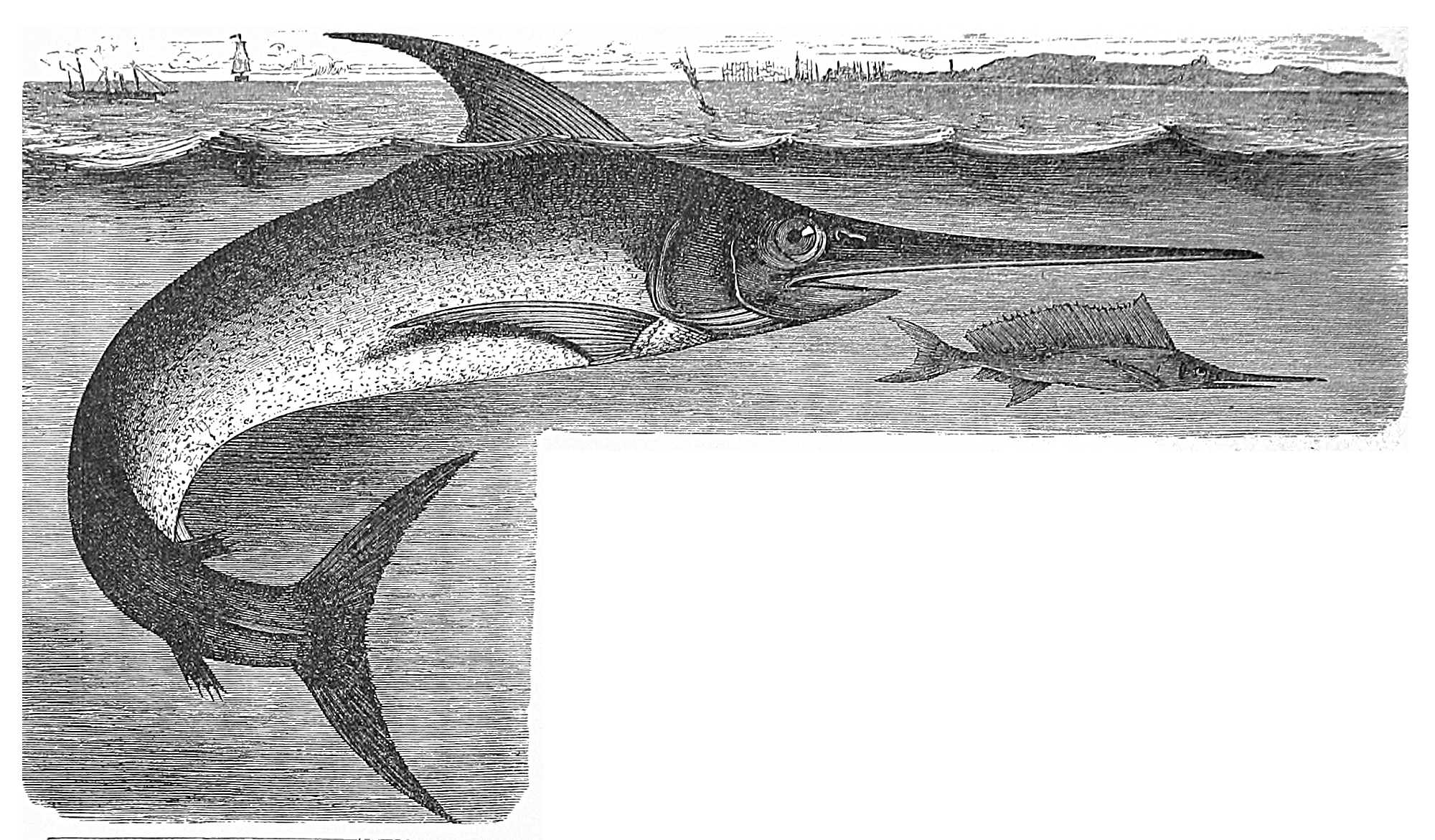
メカジキ（Swordfish）

## 艦歴
ソードフィッシュは1937年10月27日にカリフォルニア州ヴァレーホのメア・アイランド海軍造船所で起工した。1939年4月3日にルイーズ・ショー・ヘップバーンによって命名、進水し、1939年7月22日に艦長チェスター・C・スミス中佐（アナポリス1925年組）の指揮下就役する。整調およびメア・アイランドでの整調後修理の後、ソードフィッシュは1941年までカリフォルニア州サンディエゴの沖合で作戦活動に従事した。その後真珠湾に回航され、アジア艦隊に配備されるため11月3日に僚艦3隻、サーモン (USS Salmon, SS-182)、スタージョン (USS Sturgeon, SS-187) およびスキップジャック (USS Skipjack, SS-184) と共に真珠湾を出航、22日にフィリピンのマニラに到着した。ソードフィッシュは真珠湾攻撃が行われた1941年12月7日までマニラに留まる。

### 第1の哨戒 1941年12月
真珠湾攻撃の翌日である12月9日、ソードフィッシュは最初の哨戒で海南島およびインドシナ半島方面に向かった。12月9日、11日および14日に敵艦数隻を攻撃し、特に14日の攻撃では、陸軍輸送船香椎丸（国際汽船、8,407トン）を撃破した。12月16日、ソードフィッシュは北緯18度16分 東経109度44分 / 北緯18.267度 東経109.733度の地点で、三亜から広東に向かっていた陸軍輸送船熱田山丸（三井船舶、8,660トン）を撃沈した。これは第二次世界大戦においてアメリカ軍が日本商船を沈めた初の戦果であった。12月27日、ソードフィッシュは19日間の行動を終えてマニラに帰投。日本軍がマニラに迫りつつあったので、間もなくアジア艦隊潜水艦隊司令官ジョン・E・ウィルケス少将以下司令部のスタッフを乗せジャワのスラバヤに向かい、1942年1月7日に到着した。

### 第2、第3の哨戒 1942年1月 - 5月
1月16日、ソードフィッシュは2回目の哨戒でセレベス海およびフィリピン方面に向かった。1月24日、ソードフィッシュはセレベス島マナド近海で特設砲艦妙見丸（東亜海運、4,124トン）を撃沈。「妙見丸」をはずした不発魚雷1本は日本軍飛行艇基地に飛びこみ、回収・調査された。対潜哨戒にあたっていた日辻常雄大尉（九七式飛行艇機長）は、日本軍飛行艇基地に侵入しチャンスを伺っていたソードフィッシュを賞賛している。2月20日、ソードフィッシュはルソン島のマリベレス湾入り口で潜航し、日没後に浮上。コレヒドール島から脱出していたフィリピンのマニュエル・ケソン大統領一家を乗艦させた。ソードフィッシュは機雷原を超えて、2月22日にパナイ島のサンホセに到着した。ケソン大統領とその一行はここで哨戒艇母艦に移乗した。ソードフィッシュはマニラ湾に戻り、フランシス・ボウズ・セイアー高等弁務官を乗艦させ脱出。3月9日、ソードフィッシュは52日間の行動を終えてフリーマントルに帰投した。
4月1日、ソードフィッシュは3回目の哨戒でコレヒドール島に向かった。この哨戒では、包囲されたコレヒドール島に対して40トンの食糧を送り届ける任務も与えられていた。しかしながら、任務が完了してソードフィッシュがアンボン島付近の哨戒を命じられる前に、コレヒドール島は5月6日に日本軍の手に落ちた。この哨戒で発見できた船は1隻のみで、しかも射程外であった。5月1日、ソードフィッシュは31日間の行動を終えてフリーマントルに帰投した。

### 第4、第5の哨戒 1942年5月 - 9月
5月15日、ソードフィッシュは4回目の哨戒で南シナ海に向かった。5月29日、ソードフィッシュは北緯07度33分 東経116度18分 / 北緯7.550度 東経116.300度の地点で、前日5月28日にシールの砲撃により損傷した陸軍船辰福丸（辰馬汽船、1,946トン）を撃沈する。6月12日にもタイランド湾プロワイ沖で輸送船びるま丸（南洋海運、4,585トン）を撃沈した。7月4日、ソードフィッシュは50日間の行動を終えてフリーマントルに帰投。艦長がアルバート・C・バローズ少佐（アナポリス1928年組）に代わった。
7月27日、ソードフィッシュは5回目の哨戒でセレベス海、スールー海および中沙諸島方面に向かった。しかし、この哨戒では戦果を挙げることはなかった。8月31日から9月3日にかけては西沙諸島を偵察。9月21日、ソードフィッシュは55日間の行動を終えてフリーマントルに帰投。スミス少佐が艦長に復帰し、ソードフィッシュは10月18日にフリーマントルを出港してブリスベンに回航され、シドニーに寄港の後10月29日に到着した。

### 第6、第7の哨戒 1942年10月 - 1943年2月
10月30日、ソードフィッシュは6回目の哨戒でソロモン諸島方面に向かった。ブーゲンビル島、セントジョージ海峡方面などを哨戒し、11月13日と11月17日の二度にわたって攻撃を行って4,400トン級輸送船1隻撃沈の戦果を報じたが、この哨戒での実際の戦果はゼロだった。12月19日、ソードフィッシュは50日間の行動を終えてブリスベンに帰投。艦長がジャック・H・ルイス少佐（アナポリス1927年組）に代わった。
1943年1月9日、ソードフィッシュは7回目の哨戒でソロモン諸島方面に向かった。1月19日、ソードフィッシュは南緯05度38分 東経156度20分 / 南緯5.633度 東経156.333度の地点で駆逐艦時雨と九七式飛行艇に護衛された、3隻の輸送船からなる六号輸送A船団を発見し、陸軍輸送船妙法丸（東亜海運、4,122トン）を撃沈した。10発の爆雷を投下されたが、被害は無かった。2月7日、ソードフィッシュは水上航行中に爆撃機を発見し、潜航。改めて確認すると味方のB-17であることがわかり、浮上した。改めて調査したところ、エンジンルームや電池室などに被弾しており、B-17 が誤って攻撃したものと考えられた。2月23日、ソードフィッシュは46日間の行動を終えて真珠湾に帰投。ベスレヘム・スチールに回航されオーバーホールに入った。オーバーホール中に艦長がフランク・E・パーカー少佐（アナポリス1932年組）に代わった。オーバーホールを終えたソードフィッシュは6月19日に出港し、6月25日に真珠湾に到着。しかし、6月29日に艦橋で火災が発生し、電気系統を焼損してレーダーも使用不能となった。ただちに復旧工事が行われ、工事終了後の7月下旬には訓練を再開した。

### 第8、第9の哨戒 1943年7月 - 12月
7月29日、ソードフィッシュは8回目の哨戒でパラオ方面に向かった。8月22日、ソードフィッシュは北緯02度55分 東経136度43分 / 北緯2.917度 東経136.717度のパラオ南南東約600キロ地点でラバウルからパラオに向かうオ703船団を発見し、陸軍輸送船西山丸（板谷商船、3,016トン）に魚雷を2本命中させて撃沈した。9月5日昼ごろには北緯01度10分 東経142度10分 / 北緯1.167度 東経142.167度のホーランジア北北東300キロ地点で、ウェワクに対する輸送船団を発見。ソードフィッシュは陸軍船天海丸（三井船舶、3,203トン）に魚雷を命中させて撃沈した。9月20日、ソードフィッシュは57日間の行動を終えてミッドウェー島に帰投。バローズ少佐が艦長に復帰した。
10月24日、ソードフィッシュは9回目の哨戒で日本近海に向かった。しかし、11月18日に和歌山県市江崎近海の哨戒海域に到着直後、モーター部が焼きつく事故が発生。修理の上、哨戒は続行された。11月27日には、駆逐艦3隻に護衛された空母を発見するも、爆雷攻撃に阻まれて攻撃できなかった。12月5日、ソードフィッシュは42日間の行動を終えてミッドウェー島に帰投。艦長がカール・G・ハンセル少佐（アナポリス1923年組）に代わった。

### 第10、第11、第12の哨戒 1943年12月 - 1944年7月
12月26日、ソードフィッシュは10回目の哨戒で日本近海に向かった。哨戒海域に到着して哨戒を開始。1944年1月13日、ソードフィッシュは藺灘波島近海で潜航中に爆撃を受けた。ソードフィッシュは爆発の振動で一時エンジンがストップし、音響兵器も損傷した。ソードフィッシュは反撃を切り抜け、修理ののち哨戒を続けた。同日夜になって輸送船団を発見し、追跡。翌1月14日になってすぐの0時35分に八丈島八重根湾で魚雷11本を発射。3本が(1本は不発)海軍徴傭船山国丸（山下汽船、6,921トン）に命中し、これを撃沈した。2日後の1月16日未明、ソードフィッシュは御蔵島近海で囮船として活動中の特設砲艦でりい丸（大阪商船、2,205トン）を発見し、魚雷を1本命中させた。でりい丸は前部亡失後、3時40分ごろに沈没していった。1月27日にも八丈島北方で特設砲艦笠置丸（日本郵船、3,140トン）に対して魚雷を2本発射し命中、これを撃沈した。2月7日、ソードフィッシュは40日間の行動を終えて真珠湾に帰投。艦長がケーツ・E・モントロス少佐（アナポリス1935年組）に代わった。
3月13日、ソードフィッシュは11回目の哨戒でマリアナ諸島方面に向かった。この哨戒では4月5日に輸送船団を発見し、3度にわたる攻撃を行って5,000トン級輸送船2隻に損害を与えたと評価されたが、いずれも撃沈は確認できなかった。4月29日、ソードフィッシュは46日間の行動を終えてマジュロに帰投した。

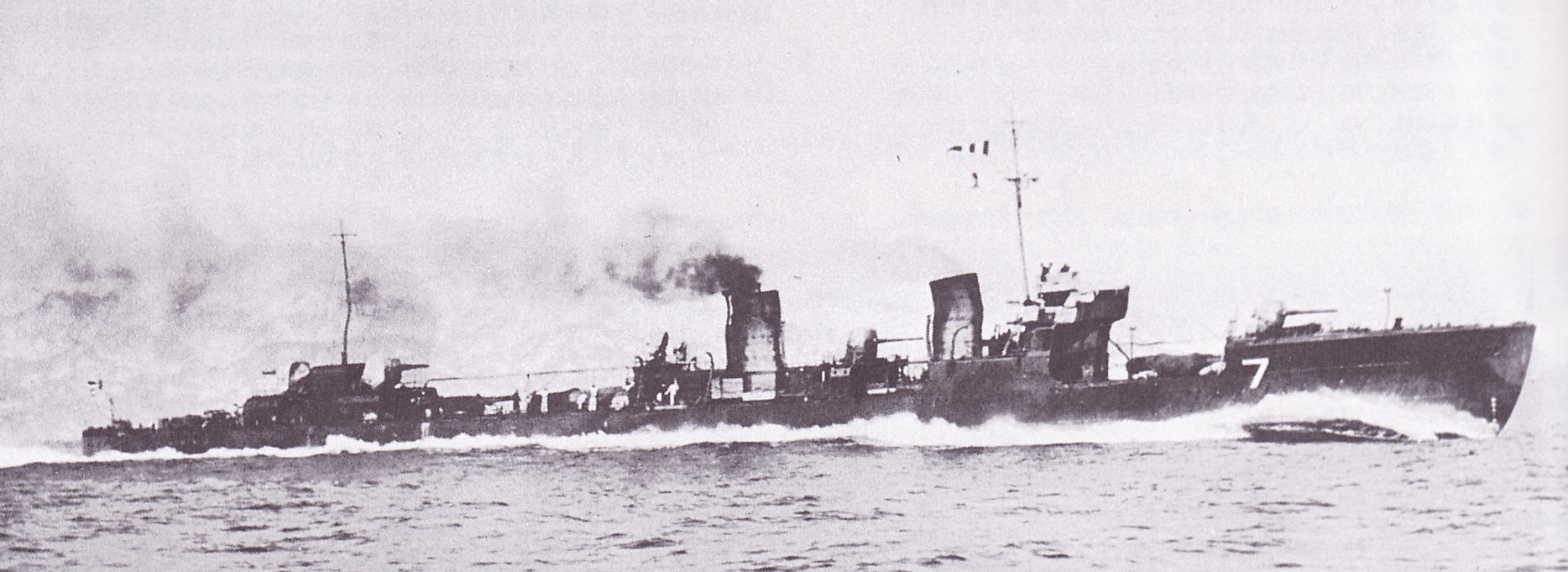
駆逐艦松風（1924年）

5月22日、ソードフィッシュは12回目の哨戒で小笠原諸島方面に向かった。6月9日、ソードフィッシュは北緯27度14分 東経145度55分 / 北緯27.233度 東経145.917度の父島近海で、サイパン島への増援部隊を載せた第3606船団を発見。水平線に浮かび上がった護衛の駆逐艦松風に対し、ソードフィッシュは前部発射管から魚雷4本を発射。2本を命中させ松風を撃沈した。松風を失った船団は父島に入港した。6月15日には北緯29度30分 東経141度07分 / 北緯29.500度 東経141.117度の地点で、先の第3606船団に加入していた海軍徴傭船甘井子丸（大連汽船、4,804トン）を撃沈した。6月26日と27日、30日にはトロール船あるいは特設監視艇を発見して砲撃したが、戦果を挙げられなかった。このうち6月30日の攻撃では、3インチ砲、20ミリ機銃の艦固有兵器のほかにトミーガンやBAR、スプリングフィールドM1903小銃なども使用された。7月9日、ソードフィッシュは49日間の行動を終えて真珠湾に帰投。2度目のオーバーホールに入った。

### 第13の哨戒 1944年12月 - 1945年1月
12月22日、ソードフィッシュは13回目の哨戒で南西諸島近海に向かった。ミッドウェー島で給油し、12月26日に同島を出航。この哨戒でのソードフィッシュは通常の哨戒任務に加え、来る沖縄戦に備えた沖縄島の海岸線の写真偵察を行う任務が与えられていた。1945年1月2日、ソードフィッシュは南西諸島海域での任務の遂行を、第38任務部隊（ジョン・S・マケイン・シニア中将）の沖縄に対する空襲が完了するまで保留する様命じられる。ソードフィッシュは北緯30度、東経132度を中心とする屋久島近海海域を中心に哨戒する様命じられた。これらの任務に関して1月3日に行われた通信が、ソードフィッシュからの最後の通信となった。1月9日、一連の空襲が終わったことに伴い、ソードフィッシュは特別任務遂行のため沖縄近海への復帰を命じられた。任務は担当海域到着後7日以内に完了するものと考えられ、ソードフィッシュは1月11日に海域に到着した。任務完了後、ソードフィッシュは無線での連絡ができない場合、サイパン島もしくはミッドウェー島に向かう予定であった。サイパン島に向かう場合は1月18日、ミッドウェー島に向かう場合は1月29日が到着予定日であったが、予定日になってもどちらにも姿を見せなかった。さらに2月15日になっても両島においてソードフィッシュは確認できず、無線連絡も取れなかった。ソードフィッシュは2月15日をもって喪失が認定された。

### 喪失
ソードフィッシュの喪失に関する報告書では、当時沖縄近海を哨戒中のケート (USS Kete, SS-369) が1月12日の朝5時ごろにレーダーで味方目標を観測したとしている。その目標の位置は北緯27度10分 東経128度40分 / 北緯27.167度 東経128.667度と推定され、ソードフィッシュとのものと考えられた。4時間後にケートは同海域で航空機からの爆雷攻撃を受けており、ソードフィッシュの喪失はこの攻撃によるものではないかと考えられた。しかし、日本側の記録では、ケートが報告した1月12日の対潜攻撃について言及しておらず、ソードフィッシュが受けたとされる攻撃の記録も存在しない。この頃、日本側は海防艦を主力としてAS-1作戦と呼ばれる対潜掃討作戦が実施されていた。しかし、その作戦は東シナ海で行われており、ソードフィッシュの行動海域とは外れる。また、東シナ海には潜水艦の侵入に備え、合計16,500個もの機雷を1944年1月から6月まで4度にわたって敷設していたことが知られていた。機雷の大半は密集して敷設されていた。ソードフィッシュは特別任務のため沖縄に到着する前に爆雷攻撃によって沈められたか、同海域で機雷に接触して沈没した可能性は同等に考えられるが、断定できるほどの明確な決め手はない。
なお、東シナ海に敷設された機雷礁は、1944年1月から4月にかけて北緯31度07分 東経127度43分 / 北緯31.117度 東経127.717度を基点として北緯29度08分 東経126度45分 / 北緯29.133度 東経126.750度を終点とする海域に敷設されたもの、同年6月に敷設された北緯27度39分 東経125度33分 / 北緯27.650度 東経125.550度を基点として230度の方向165キロにわたって敷設されたもの、同じ6月に北緯24度26分 東経125度30分 / 北緯24.433度 東経125.500度を基点として50度の方向165キロにわたって敷設されたもの、および1945年1月に女島灯台の230度を基点に約45キロにわたって敷設されたものの4つがあった。また、当該海域にはソードフィッシュやケートのほかにもパーチー (USS Parche, SS-384) や、グアムアプラ港へ帰投中のパファー (USS Puffer, SS-268) が行動しており、パファーおよびパーチーも1月12日に航空機を探知し、パーチーは攻撃を避けるため潜航していたことを記録している。
ソードフィッシュは12回目の哨戒までに21隻、合計113,100トンの船を沈め、加えて8隻計45,800トンに上る船を損傷させた。また、ソードフィッシュは第二次世界大戦の戦功で8個の従軍星章を受章した。
ソードフィッシュの記念碑はミネソタ州セントポールのコモパーク動植物園近くのチャーチル・ストリートに建立されている。記念碑は魚雷が台座の上に展示されたもので、台座には乗組員のリストとソードフィッシュの艦の歴史が刻まれている。